# Die Zirkusprinzessin (1929)
Die Zirkusprinzessin ist eine deutsche Stummfilmoperette nach der gleichnamigen Vorlage (1926) von Emmerich Kálmán. Unter der Regie von Victor Janson spielen Harry Liedtke, Marianne Winkelstern und Hilda Rosch die Hauptrollen.

## Handlung
Vor allem der erste Teil, der die Vorgeschichte erzählt, erhält breiteren Raum als in Kálmáns Bühnenstück, ehe man sich im Finale weitgehend an die Originaloperette hält.
Der vom Schicksal begüterte Prinz Fedja Palinski verbringt als Gardeoffizier ein munteres Leben eines Herzensbrechers und Schwerenöters. Durch ein nicht selbst verschuldetes Unglück wird Fedja dazu gezwungen, seine Offizierskarriere zu beenden und seinen Waffenrock auszuziehen. Er nennt sich nunmehr „Mister X“ und schält sich in die Klamotten eines lautenspielenden Kunstreiters. Damit wird er zur Attraktion des Zirkus Borelli. 
Fedja alias der Gaukler begegnet der Prinzessin Fedora. Beide verlieben sich ineinander, doch angesichts seiner mutmaßlich einfachen Herkunft als Zirkus-Mann aus dem Volke gilt er als ihr zukünftiger Gatte nicht als standesgemäß. Doch die Dinge klären sich bald, und Fedja erhält all seine Ehrenrechte wie auch seine Offiziersuniform zurück und wird wieder Mitglied des russischen Hochadels. Damit ist er für Fedora standesgemäß; eine Prinzessin, die ihren Prinz gefunden hat und mit ihm vor den Traualtar treten kann.

## Produktionsnotizen
Die Zirkusprinzessin entstand im Herbst 1928 im Filmatelier von Staaken, passierte am 22. Dezember desselben Jahres die Filmzensur und wurde am 8. März 1929 in Berlins Titania-Palast uraufgeführt. Der Achtakter besaß eine Länge von 2829 bzw. (nach minimalen Schnitten) 2818 Metern und wurde für die Jugend freigegeben.
Botho Höfer und Hans Minzloff gestalteten die Filmbauten.

## Kritik
Die Österreichische Film-Zeitung schrieb: „Die … oft gespielte gleichnamige Operette von Kálmán hat in diesem Film eine ganz hervorragende Bearbeitung erfahren. Glanzvolle Ausstattung und die bunte Verschiedenartigkeit des Milieus bieten Gelegenheit zu äußerst wirkungsvollen Bildern und Szenen … Charmant und liebenswürdig wie immer ist Harry Liedtke als prinzlicher Offizier, der zeitweilig zur Sensation eines Zirkusses wird …“.